# Volksbank Lüneburger Heide
Die Volksbank Lüneburger Heide eG ist eine Genossenschaftsbank mit Sitz in Winsen (Luhe). Sie ist eine der ältesten Genossenschaftsbanken in Norddeutschland und mit rund 160.000 Kunden die zweitgrößte in Niedersachsen.

## Filialgebiet
Die Bank betreibt 38 personenbesetzte Filialen und 18 SB-Filialen in Teilen der Lüneburger Heide und darüber hinaus. Es umfasst die Landkreise Lüneburg, Heidekreis, Rotenburg/Wümme und Harburg in Niedersachsen sowie Teile des Landkreises Ludwigslust-Parchim in Mecklenburg-Vorpommern und südliche Stadtteile Hamburgs.
Zu den Städten, die eine Geschäftsstelle beheimaten, gehören Lüneburg, Winsen (Luhe), Buchholz in der Nordheide, Soltau, Walsrode, Bad Fallingbostel, Munster und Visselhövede. Das gesamte Filialgebiet ist in vier Regionen eingeteilt: Region Buchholz-Nordheide, Region Winsen-Seevetal, Region Lüneburg-HanSa, Region Heidekreis.

## Geschichte

### Vorläufer

#### Volksbank Lüneburg
Erste Versuche zur Gründung der Volksbank Lüneburg gab es bereits 1857, wurden jedoch vom Königreich Hannover abgelehnt. Am 29. August 1859 wurde im Lüneburger Rathaus der „Vorschussverein zu Lüneburg“ und damit der Vorläufer der „Volksbank Lüneburg“ gegründet. Seit 1938 trug sie diesen Namen. 1926 übernahm die damals noch „Vereinsbank Lüneburg“ heißende Bank den „Spar- und Vorschussverein zu Winsen/Luhe“. Es folgten Übernahmen von Banken in Amelinghausen (1985), Wittorf (1987) und Bleckede-Dahlenburg (2003).

#### Volksbank Walsrode
Am 25. März 1909 erfolgte die Gründung der Volksbank Walsrode unter dem Namen „Spar- und Darlehnsverein e.G.m.b.H.“ 1939 wurde sie in „Volksbank Walsrode“ umbenannt. Nach Übernahmen der Spar- und Darlehenskassen Gilten und Ahlden sowie der Volksbank in Visselhövede, die bis dahin auch eine Filiale in Bothel umfasste, wurde sie 1999 mit der Volksbank eG, Soltau vereinigt.

#### Volksbank Soltau
Am 5. Februar 1899 wurde der „Soltauer Spar- und Darlehnskassenverein eGmbH“ gegründet, der 1923 in „Soltauer Bank“ und 1939 in Volksbank Soltau umbenannt wurde.
Die Volksbank Soltau übernahm 1975 die „Genossenschaftsbank Munster“, 1989 die „Spar- und Darlehnskasse Schneverdingen“ und 1998 die „Volksbank Bispingen“.

#### Volksbank Nordheide
Die Volksbank Nordheide entstand 1969 aus der „Spar- und Darlehnskasse Hanstedt und der Spar- und Darlehnskasse Egestorf“. Nach mehreren Übernahmen kleinerer Banken kamen 1987 die Banken in Salzhausen und Winsen (Luhe) dazu. Der Sitz der Volksbank Nordheide wurde daraufhin nach Winsen verlegt. 2000 übernahm die Bank auch die Volksbank in Buchholz (gegründet 1955) und verlegte gleichzeitig auch ihren Sitz dorthin.

### Gründung und Erweiterung durch Fusionen
1999 wurde die Volksbank eG, Soltau mit der Volksbank Walsrode eG vereinigt und benannte sich um in Volksbank Lüneburger Heide eG.
Am 1. Januar 2008 fusionierten die „Volksbank Lüneburger Heide“ und die „Volksbank Lüneburg“ und agierten von da an unter dem Namen „Volksbank Lüneburger Heide eG“. Juristisch gesehen übernahm die größere „Volksbank Lüneburger Heide“ mit Sitz in Soltau (700 Mio. Euro Bilanzsumme, 60.000 Kunden) die Lüneburger Bank (400 Mio. Euro, 40.000 Kunden), es sollte jedoch eine gleichberechtigte Zusammenarbeit herrschen. Der Sitz wurde nach Lüneburg verlegt. Die Bank betrieb zu diesem Zeitpunkt 28 Geschäftsstellen und 12 SB-Filialen und hatte eine Bilanzsumme von 1148 Mio. Euro, beschäftigte 320 Mitarbeiter und hatte 34.000 Mitglieder.
Im Juli 2011 erfolgte rückwirkend zum 1. Januar 2011 eine erneute Fusion mit der etwa gleich großen Volksbank Nordheide. Der Name „Volksbank Lüneburger Heide eG“ blieb auch für die neue Bank bestehen, der Sitz wurde nach Winsen (Luhe) verlegt.